# Paul Geisler
Paul Friedrich Wilhelm Geisler, född 10 augusti 1856 i Stolp, Hinterpommern, död 3 april 1919 i Posen, var en tysk tonsättare.
Geisler var huvudsakligen verksam i Posen som orkester- och kördirigent samt konservatorielärare. Han har komponerade folkliga och i formellt avseende wagneriserande operor som Ingeborg (1884), Hertha (1891) och Fridericus Rex (1899), de symfoniska dikterna Der Rattenfänger von Hameln (1880) och Till Eulenspiegel samt körverken Sansara och Golgatha.